# Serrat de Sant Martí (Salàs de Pallars)
El Serrat de Sant Martí és una serra del terme municipal de Salàs de Pallars, al Pallars Jussà. Està situada íntegrament en aquest municipi, però prop del límit amb el terme de Tremp, o l'antic municipi de Gurp de la Conca, actualment integrat en el de Tremp. Aquest serrat conté les restes de l'antic poble del Mas del Balust, amb l'església de Sant Martí, en el seu vessant nord. Separa les valls dels barrancs de Fontfreda, al nord, i del Mas del Balust, al sud, que conflueixen, justament, a l'extrem sud-oriental del serrat.